# NUTS de Estonia

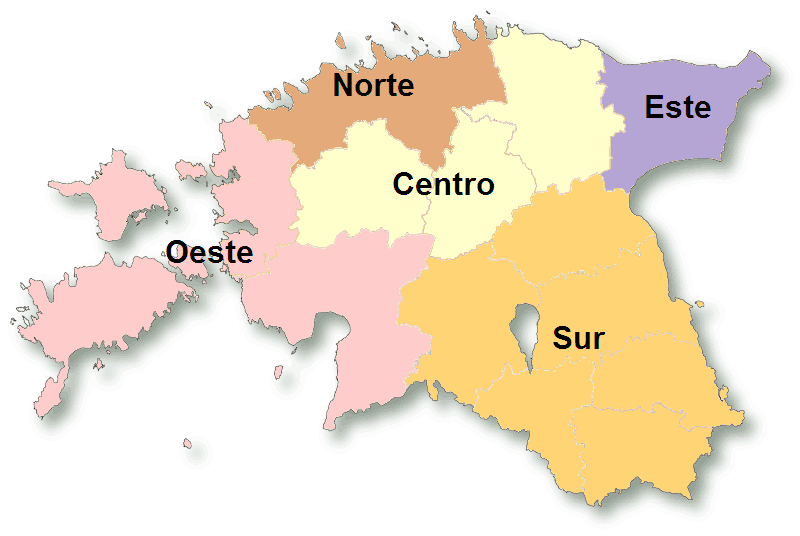
NUTS de Estonia.

La Nomenclatura de las Unidades Territoriales Estadísticas (NUTS) de Estonia es usada para fines estadísticos a nivel de la Unión Europea (Eurostat). Los códigos NUTS del país lo dividen en tres niveles, pero de manera que:
1. No se contemplan divisiones internas del país en el primer nivel.
2. No se contemplan divisiones internas del país en el segundo nivel.
3. El tercer nivel, se establece mediante la formación de agrupaciones de condados (lo que no corresponde con ninguna división oficial), sólo los condados de Harju y Viru Oriental, conforman un NUTS por sí mismos.

| NUTS 1   | NUTS 1 | NUTS 2   | NUTS 2 | NUTS 3             | NUTS 3                     | NUTS 3 |
| División | Código | Division | Código | Grupos de condados |                            | Código |
| -------- | ------ | -------- | ------ | ------------------ | -------------------------- | ------ |
| Estonia  | EE0    | Estonia  | EE00   | Norte              | Condado de Harju           | EE001  |
| Estonia  | EE0    | Estonia  | EE00   | Oeste              | Condado de Hiiu            | EE004  |
| Estonia  | EE0    | Estonia  | EE00   | Oeste              | Condado Occidental         | EE004  |
| Estonia  | EE0    | Estonia  | EE00   | Oeste              | Condado de Pärnu           | EE004  |
| Estonia  | EE0    | Estonia  | EE00   | Oeste              | Condado de Saare           | EE004  |
| Estonia  | EE0    | Estonia  | EE00   | Centro             | Condado de Järva           | EE006  |
| Estonia  | EE0    | Estonia  | EE00   | Centro             | Condado de Rapla           | EE006  |
| Estonia  | EE0    | Estonia  | EE00   | Centro             | Condado de Viru Occidental | EE006  |
| Estonia  | EE0    | Estonia  | EE00   | Este               | Condado de Viru Oriental   | EE007  |
| Estonia  | EE0    | Estonia  | EE00   | Sur                | Condado de Jõgeva          | EE008  |
| Estonia  | EE0    | Estonia  | EE00   | Sur                | Condado de Põlva           | EE008  |
| Estonia  | EE0    | Estonia  | EE00   | Sur                | Condado de Tartu           | EE008  |
| Estonia  | EE0    | Estonia  | EE00   | Sur                | Condado de Valga           | EE008  |
| Estonia  | EE0    | Estonia  | EE00   | Sur                | Condado de Viljandi        | EE008  |
| Estonia  | EE0    | Estonia  | EE00   | Sur                | Condado de Võru            | EE008  |